# شريطي الذيل أسود المنقار
شريطي الذيل أسود المنقار (الاسم العلمي: Trochilus scitulus)، نوع من الطيور الطنانة "الزمردية"، يتبع قبيلة Trochilini وفُصيلة Trochilinae. إنهُ يستوطن شرق جامايكا.